# کارل فریدریش شینکل

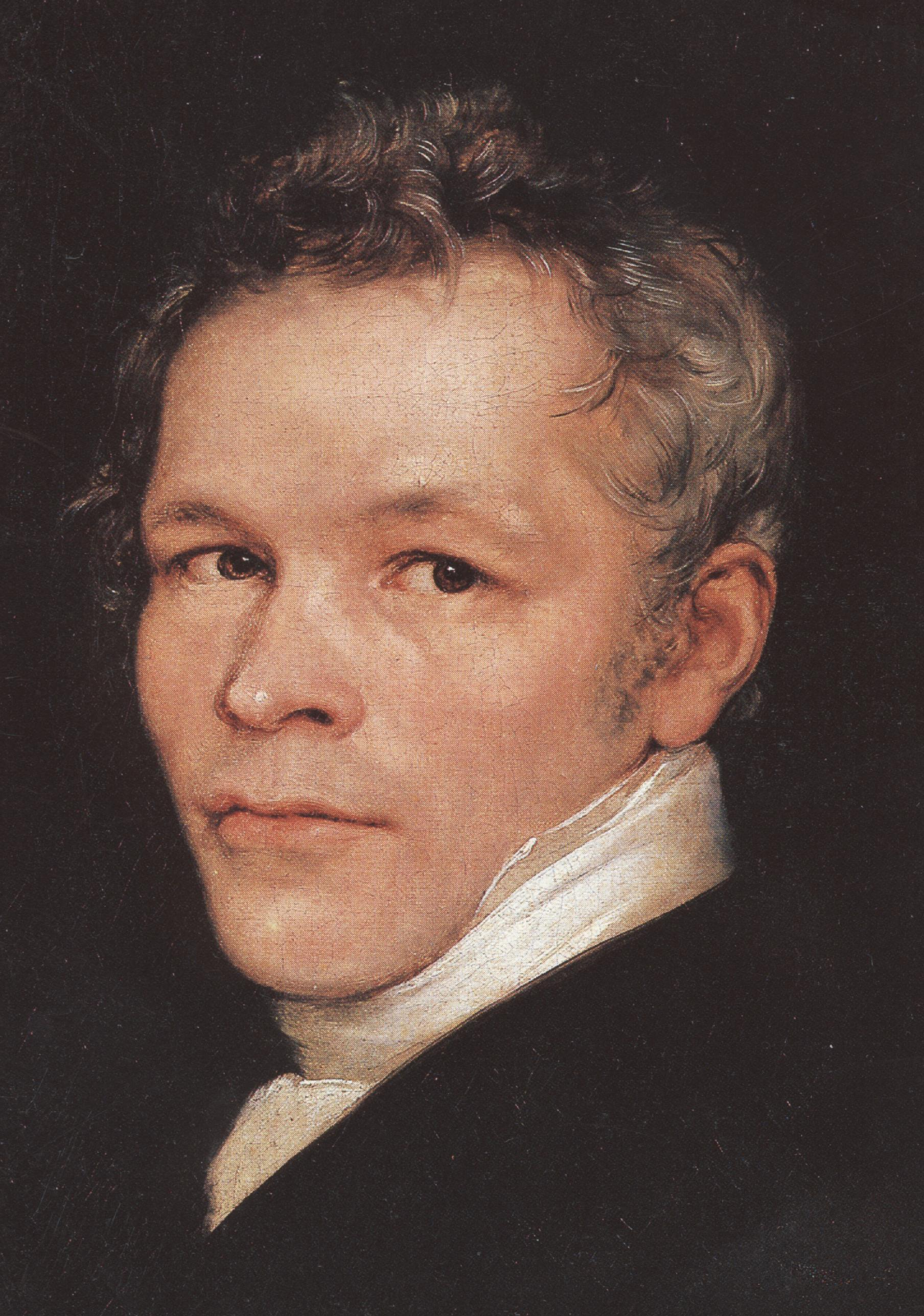
شینکل در سال۱۸۳۶

کارل فریدریش شینکل(به آلمانی: Karl Friedrich Schinkel) (زاده ۱۳ مارس ۱۷۸۱ – درگذشته ۹ اکتبر ۱۸۴۱) یک معمار،برنامه ریز شهری، نقاش، طراح اثاثیه منزل و صحنه بود. شینکل یکی از برجسته‌ترین معماران آلمان بود که هم ساختمانهای نئوکلاسیسم و هم نئو گوتیک طراحی کرد.

## زندگینامه

کارل شینکل در ناپل اثر فرانس لودویک کتل

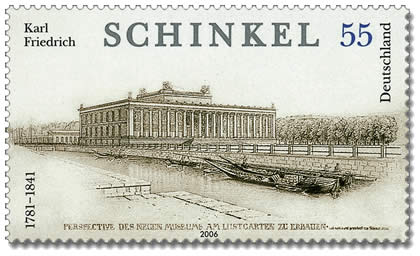
تمبری با تصویر کاری از کارل فردریک شینکل

شینکل در شهر نویروپین در ایالت برندنبورگ در کشور آلمان به دنیا آمد. زمانی که شش سال داشت پدرش در آتش‌سوزی مصیبت بار سال ۱۷۸۷ نویروپین درگذشت. او در سال ۱۷۹۸ در سن ۱۷ سالگی، شاگرد معمار فریدریش گیلی شد. آن دو و همینطور پدرش دیوید گیلی در برلین دوستان نزدیک هم شدند.
پس از اینکه در سال۱۸۰۵ از اولین سفرش به ایتالیا به برلین بازگشت، شروع به کار و کسب درآمد از طریق نقاشی کرد. در سال ۱۸۱۶ برای نمایش «ملکه در شب» در اپرای فلوت سحرآمیز اثر ولفگانگ آمادئوس موزارت صحنه مزین به ستاره‌ای را درست کرده بود که حتی در اجراهای سالانه و جدید هم آورده شد. زمانی که نقاشی «سرگردان در دریای مه» اثر کاسپار داوید فریدریش را در نمایشگاه هنری برلین دید، فکر کرد که هرگز به چنین مهارتی در نقاشی سال ۱۸۱۰ دست نخواهد یافت بنابراین به معماری روی آورد. بعد از شکست ناپلئون، شینکل مشاور کمیسیون ساختمان پروس شد. در این مقام نه تنها مسئول بازسازی دوباره شهر نسبتاً غیر تماشایی برلین و تبدیل آن به پایتخت نماینده پروس بود، بلکه مسئول سرکشی به پروژه‌های قلمروهای گسترش یافته پروس از راین لند در غرب تا کونیگسبرگ در شرق مثل کلیسای جدید آلتشتات بود.
از ۱۸۰۸ تا ۱۸۱۷ شینکل شولز روزنو، کوبرگ را به سبک احیا گوتیگ دوباره سازی و احیا کرد.

## سبک

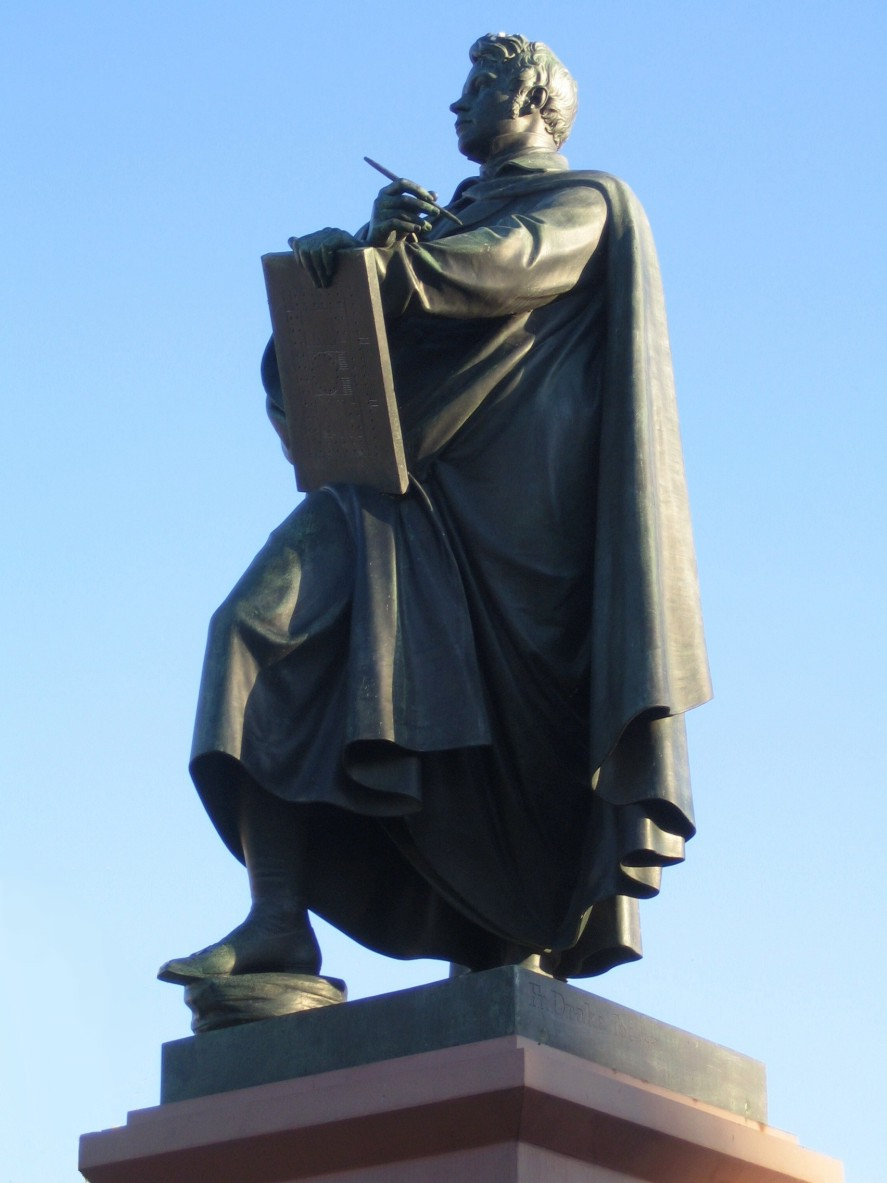
مجسمه شینکل درSchinkelplatz آلمان

سبک شینکل، در خلاق‌ترین دوره زندگی اش، بازگشت به معماری یونانی بیش از معماری امپراتوری روم و تلاش برای دور شدن از سبک معماری در مستعمره‌های تازه فرانسه بود. بنابراین او طرفدار برجستهٔ احیا معماری یونانی بود. مشهورترین ساختمانهایی که او معماری کرد در برلین و اطراف آن یافت می‌شونداز جمله:پاسدارخانه جدید ( ۱۸۱۶ تا ۱۸۱۸ )، ساختمان مقبره ملی جنگهای آزادی، شوسگیل هاوس بین سالهای ۱۸۱۹ تا ۱۸۲۱ در گندرمن مارکت که بین سالهای ( ۱۸۱۸ تا۱۸۲۱ ) به جای ساختمان قبلی تئاتر که در آتش‌سوزی سال ۱۸۱۷ از بین رفته بود، و موزه آتس که به جای موزه آیلند از سال ۱۸۲۳ تا ۱۸۳۰ ساخته شد. او هم چنین کاخ ولیعهد را توسعه داد.
بعدها شینکل به‌طور کلی معماری کلاسیک را کنار گذاشت و در طراحی کلیسای فردریش وردر (۱۸۲۴–۱۸۳۱) به نئو گوتیک روی آورد. در بوکادمی (۱۸۳۲–۱۸۳۶)ابداعی‌ترین کار شینکل از قراردادهای تاریخی اجتناب کرد و به نظر می‌رسید به مسیر پیموده نشده معماری مدرن هدایت می‌کند که در آلمان فقط در آغاز قرن بیستم اهمیت می‌یافت.
شینکل در ایالت برندبرگ برلین درگذشت.

## نقاشی و طراحی ها

نقاشی های کارل فردریش شینکل
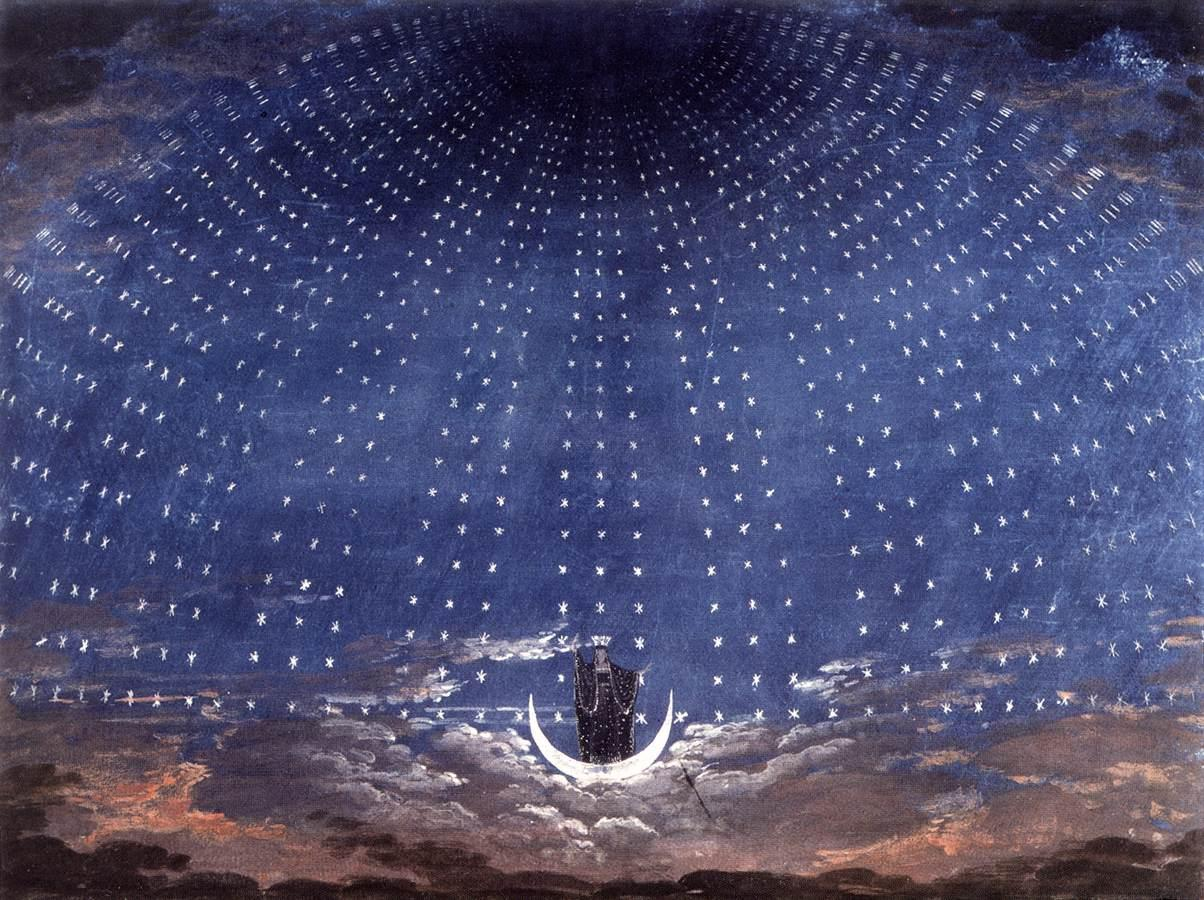
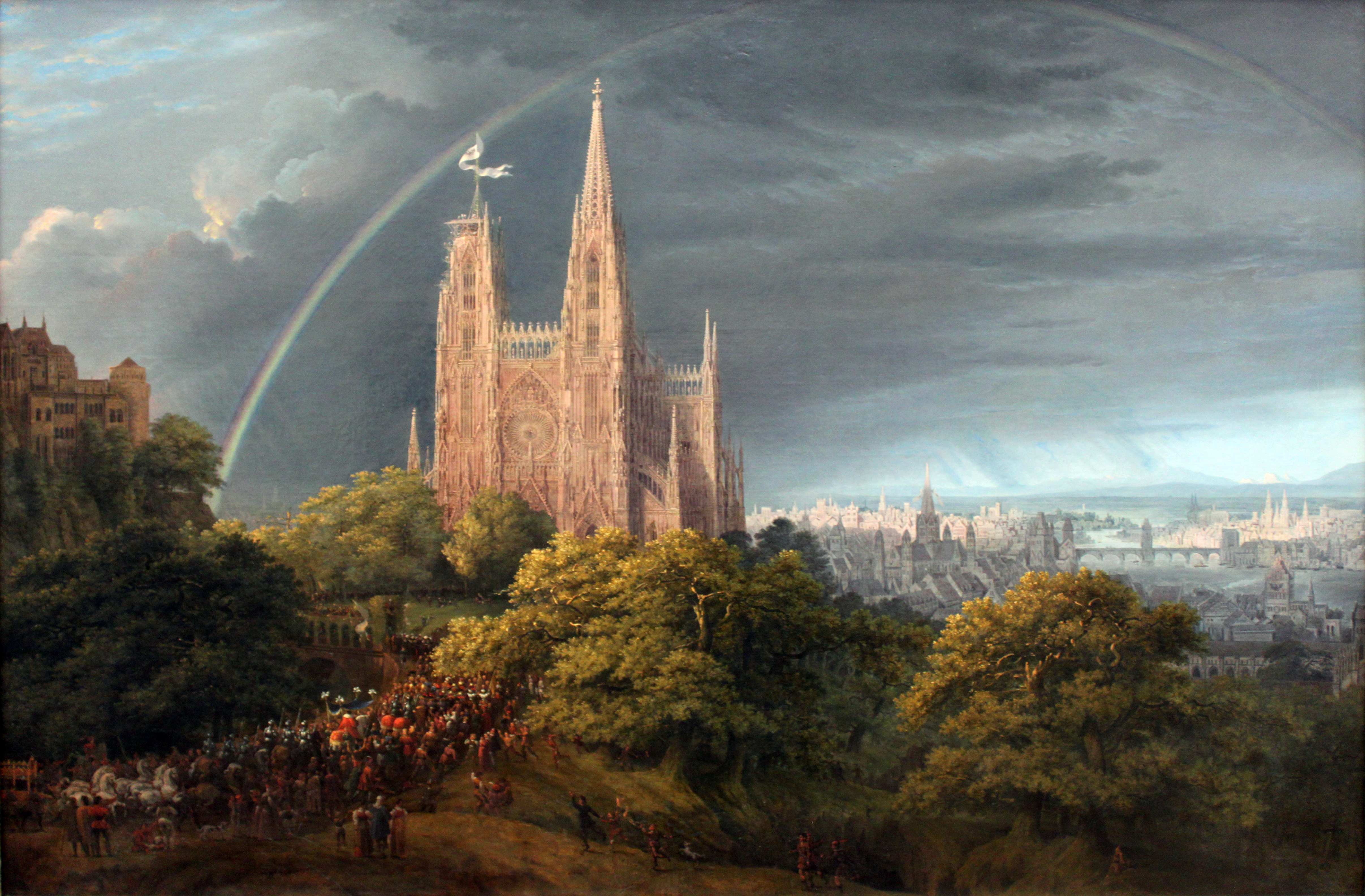
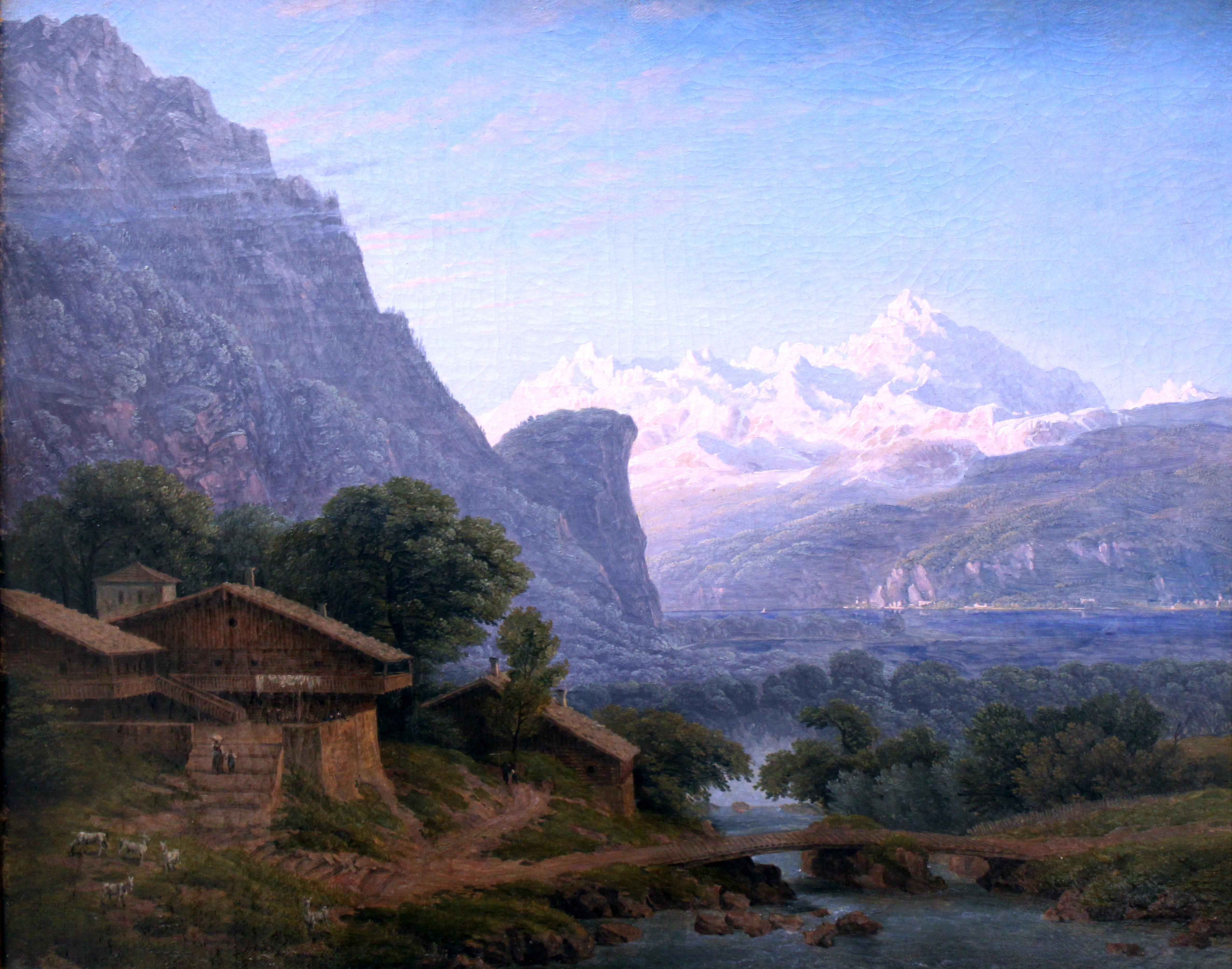
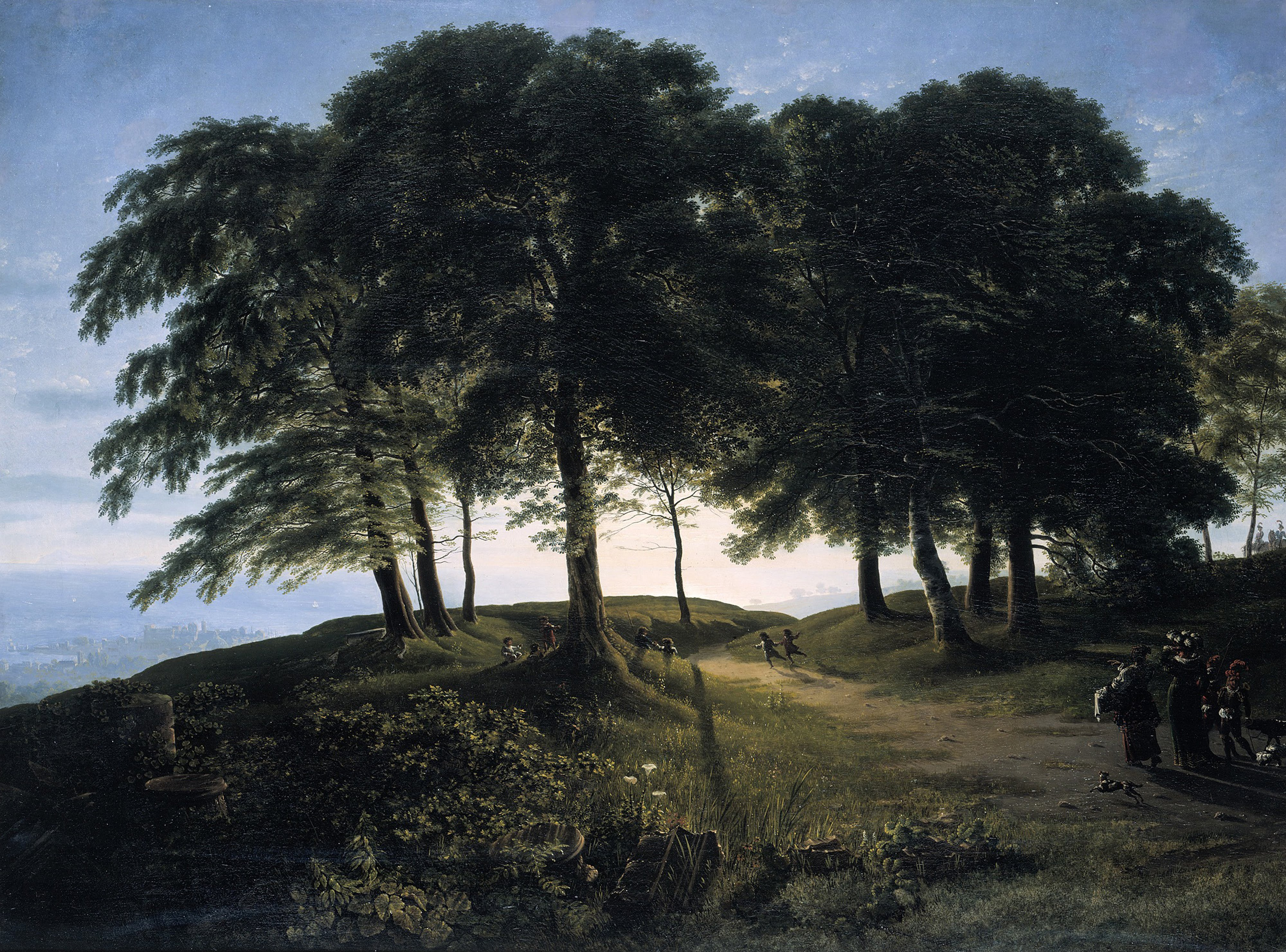

## ساختمانها

کارهای کارل فردریش شینکل
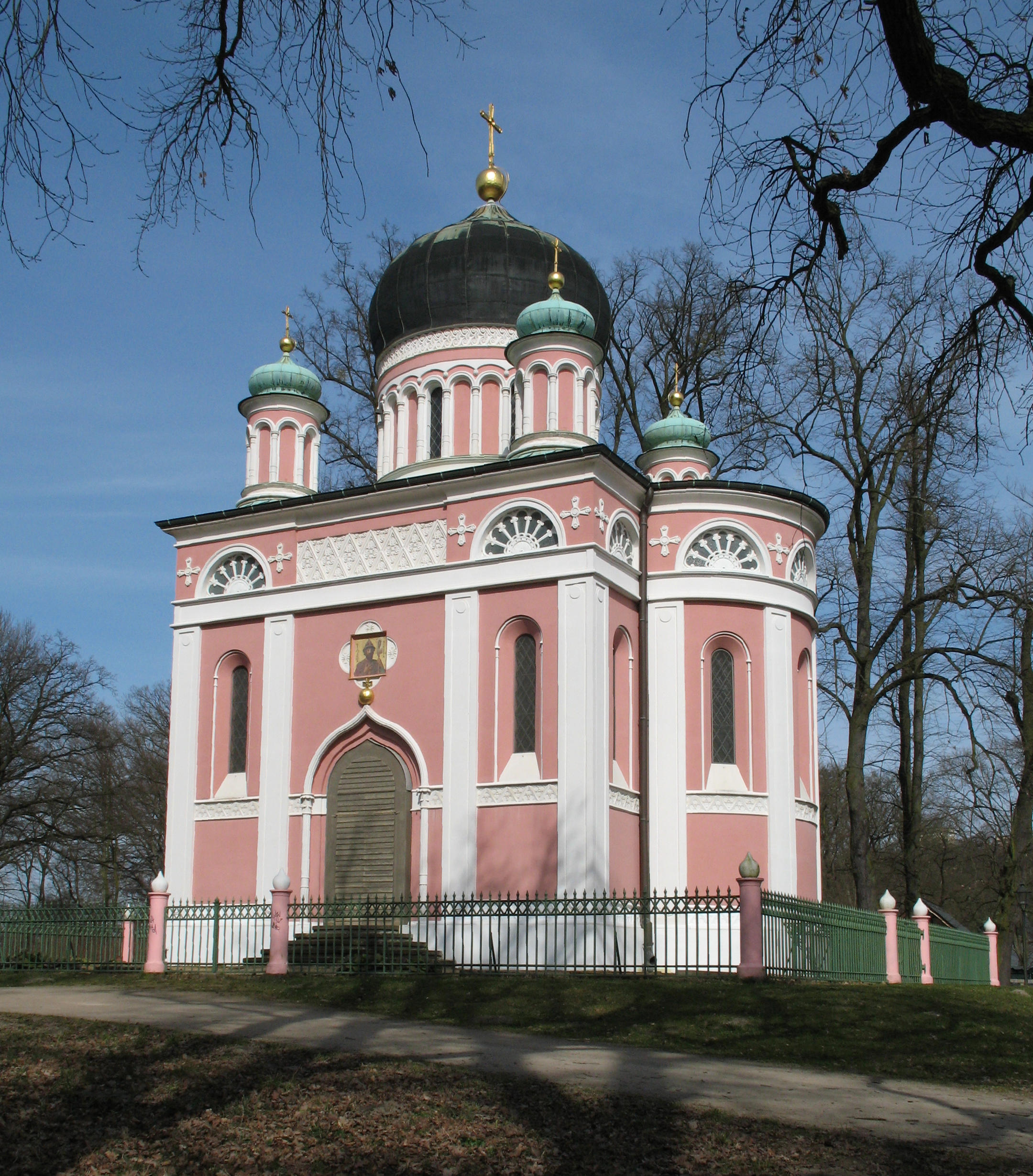
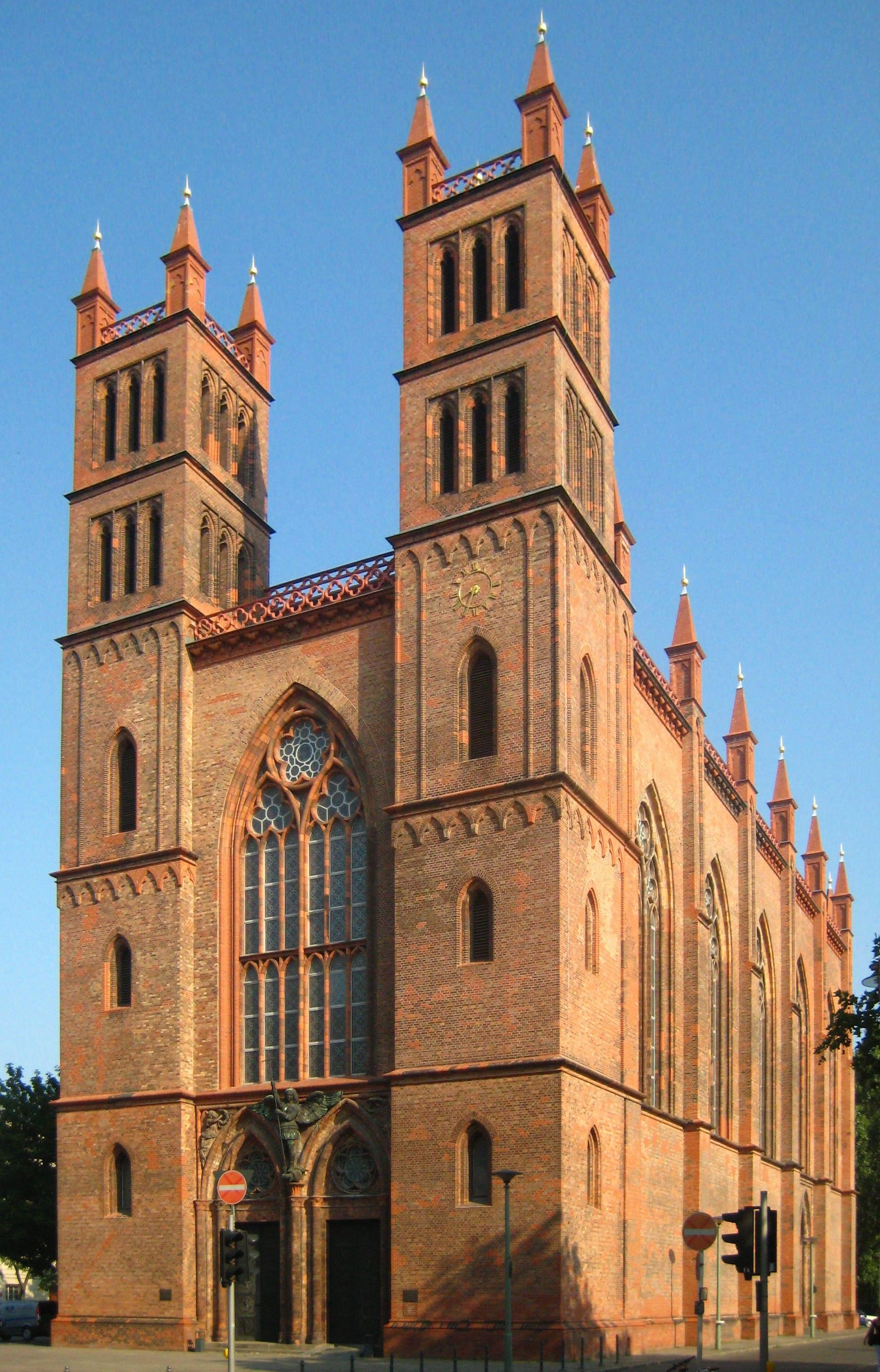
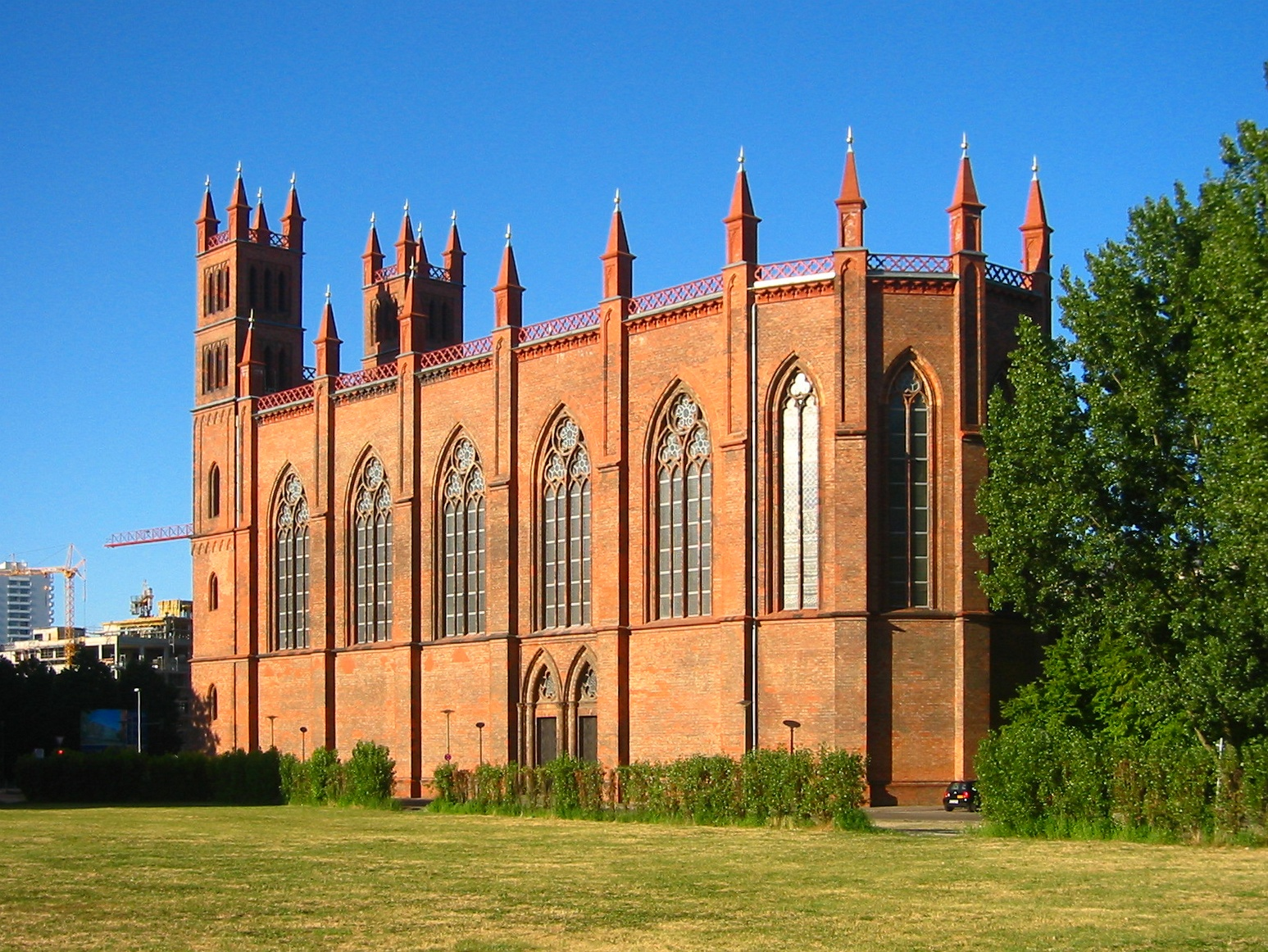
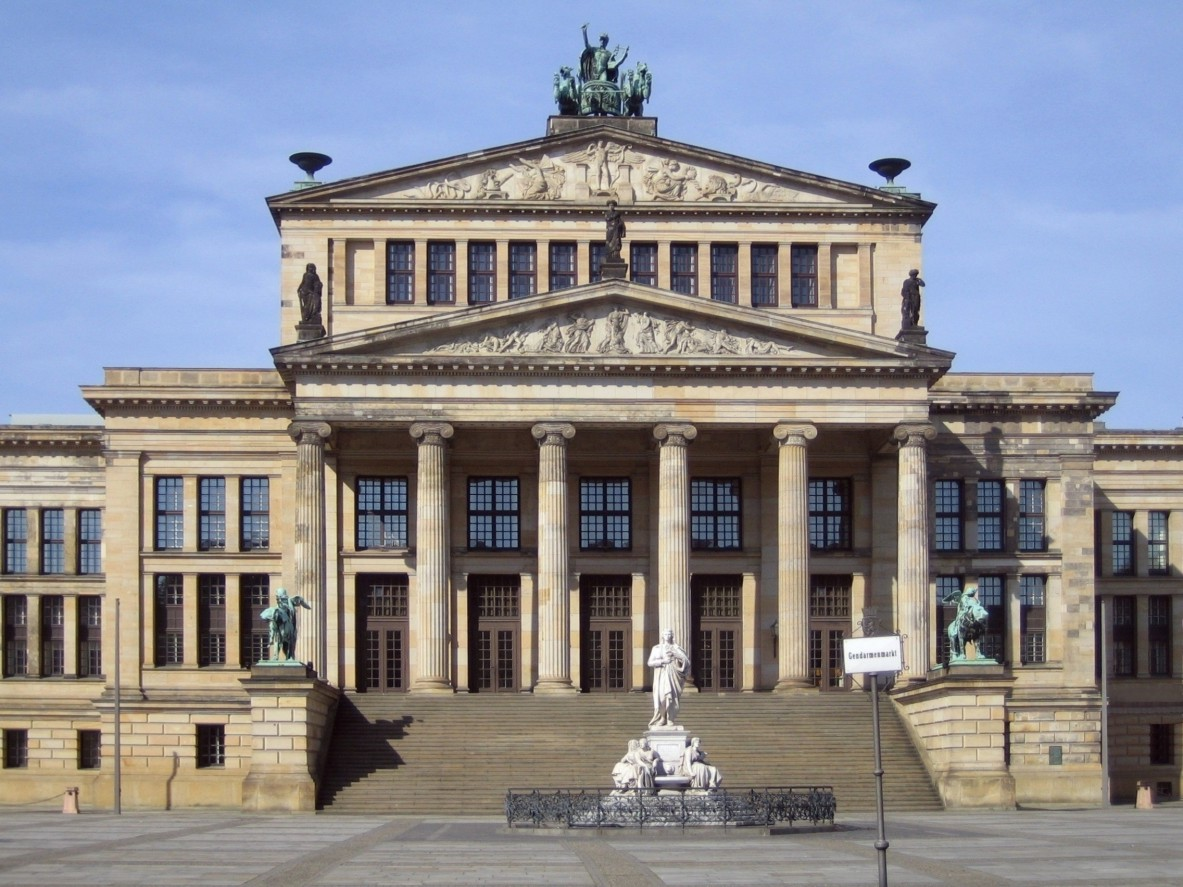
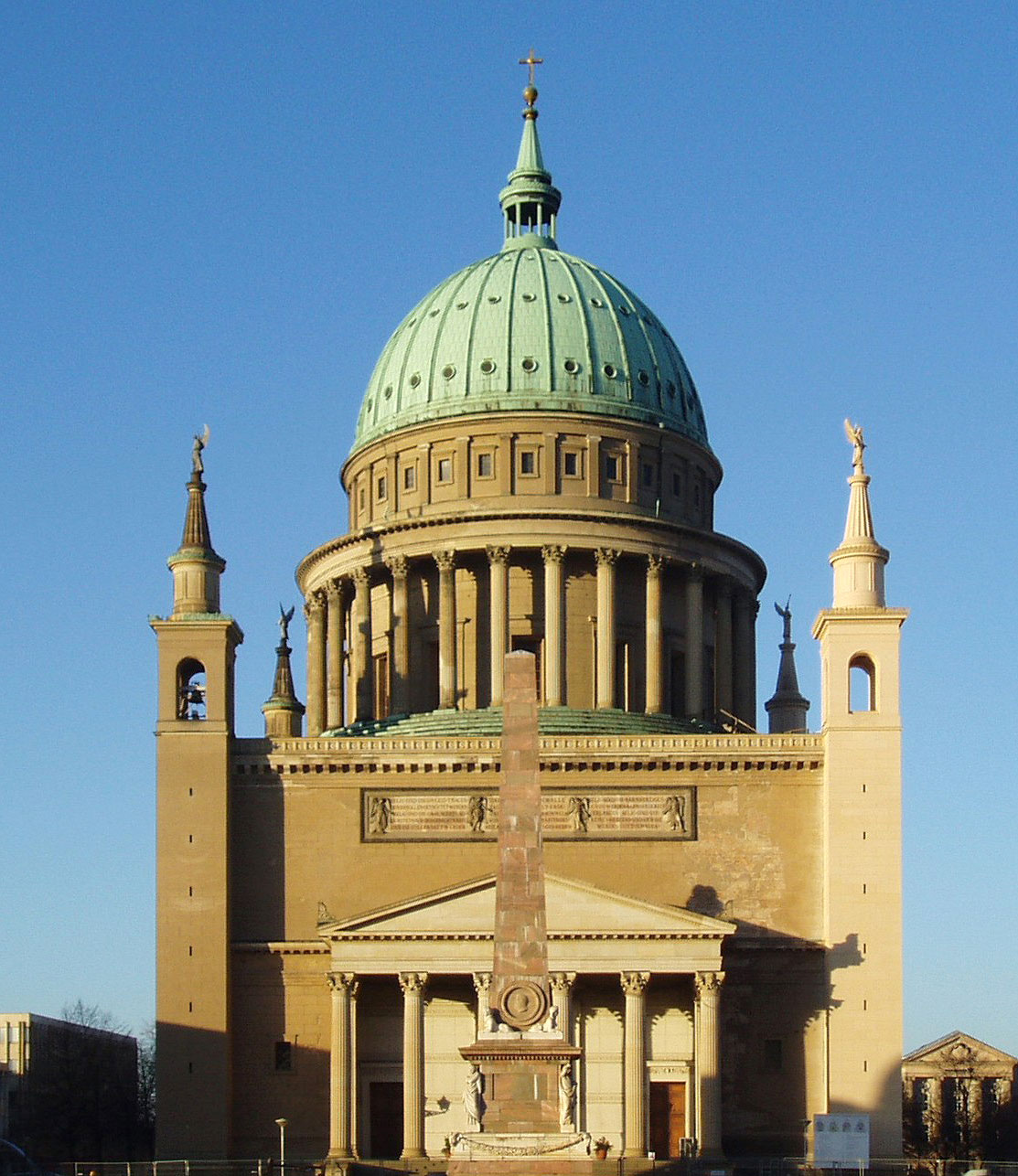
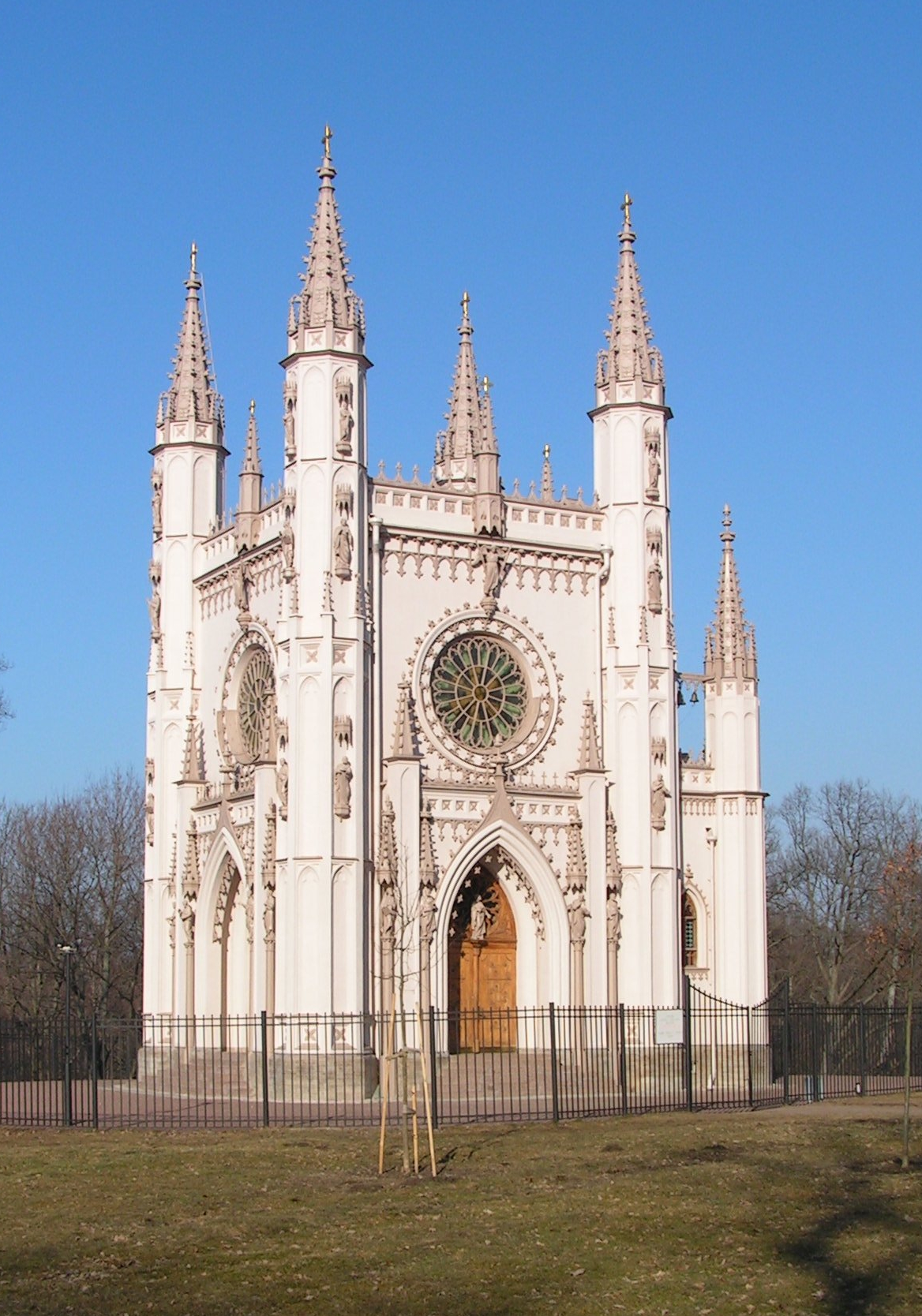
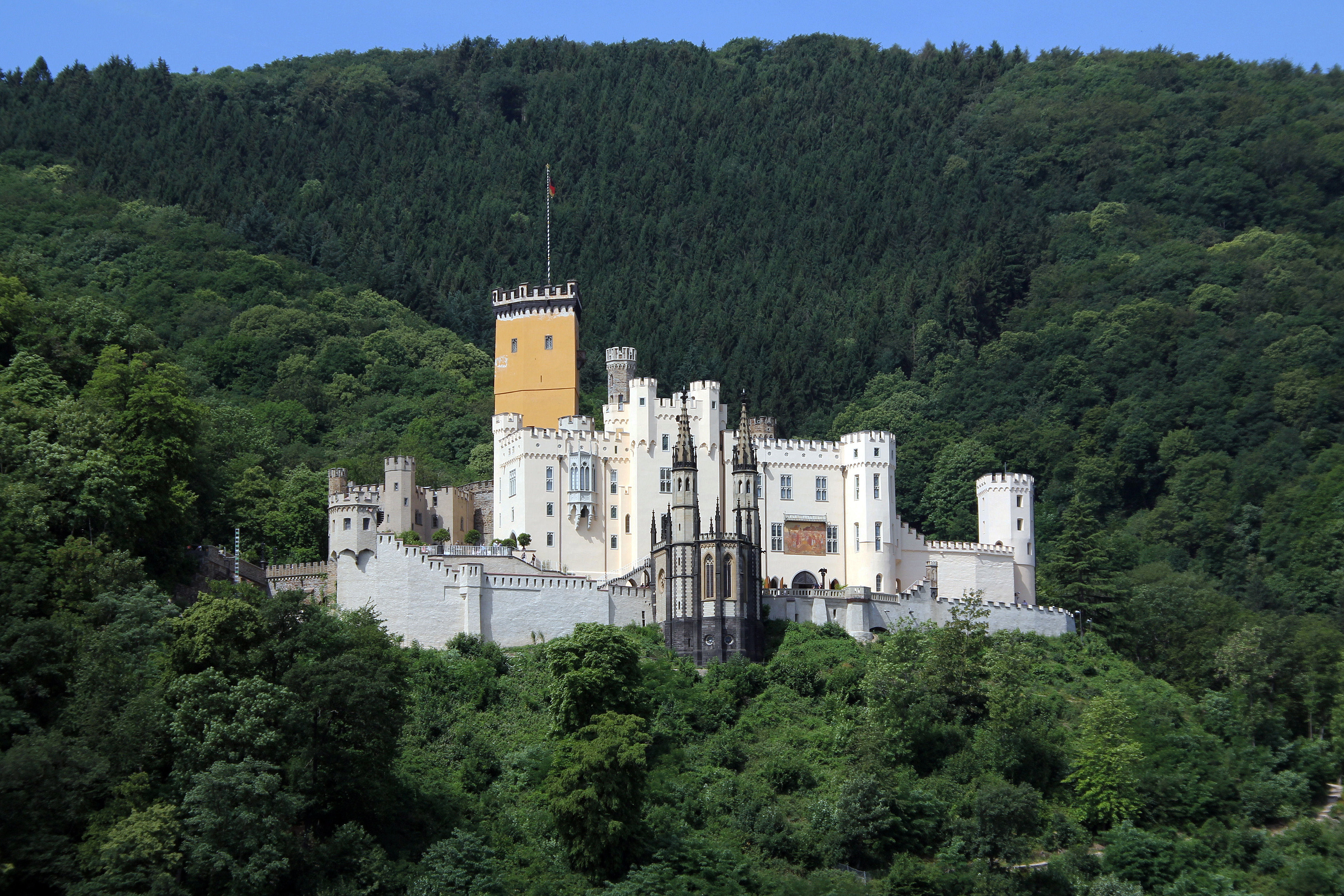
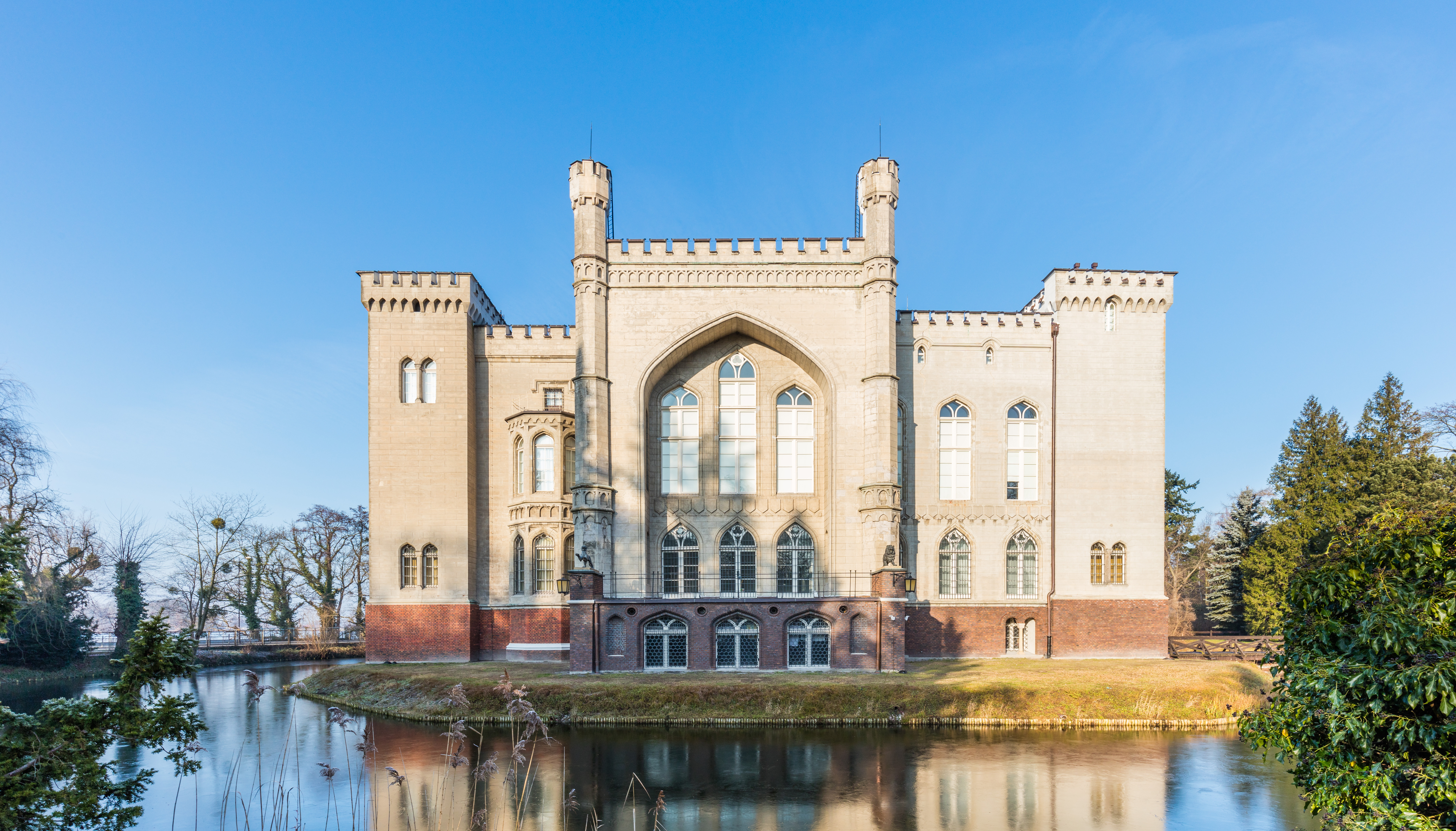
کاخ کورنیک
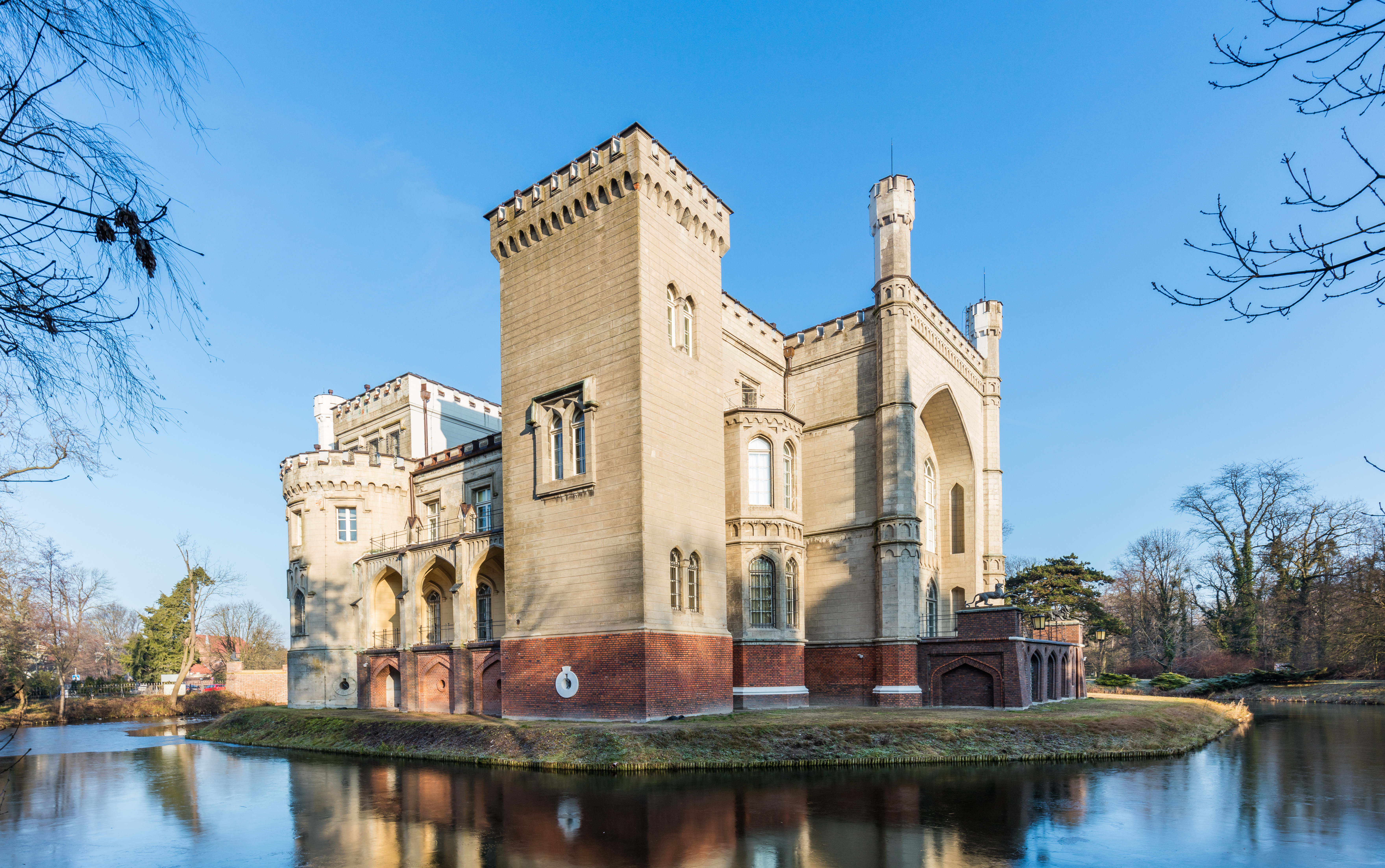
کاخ کورنیک
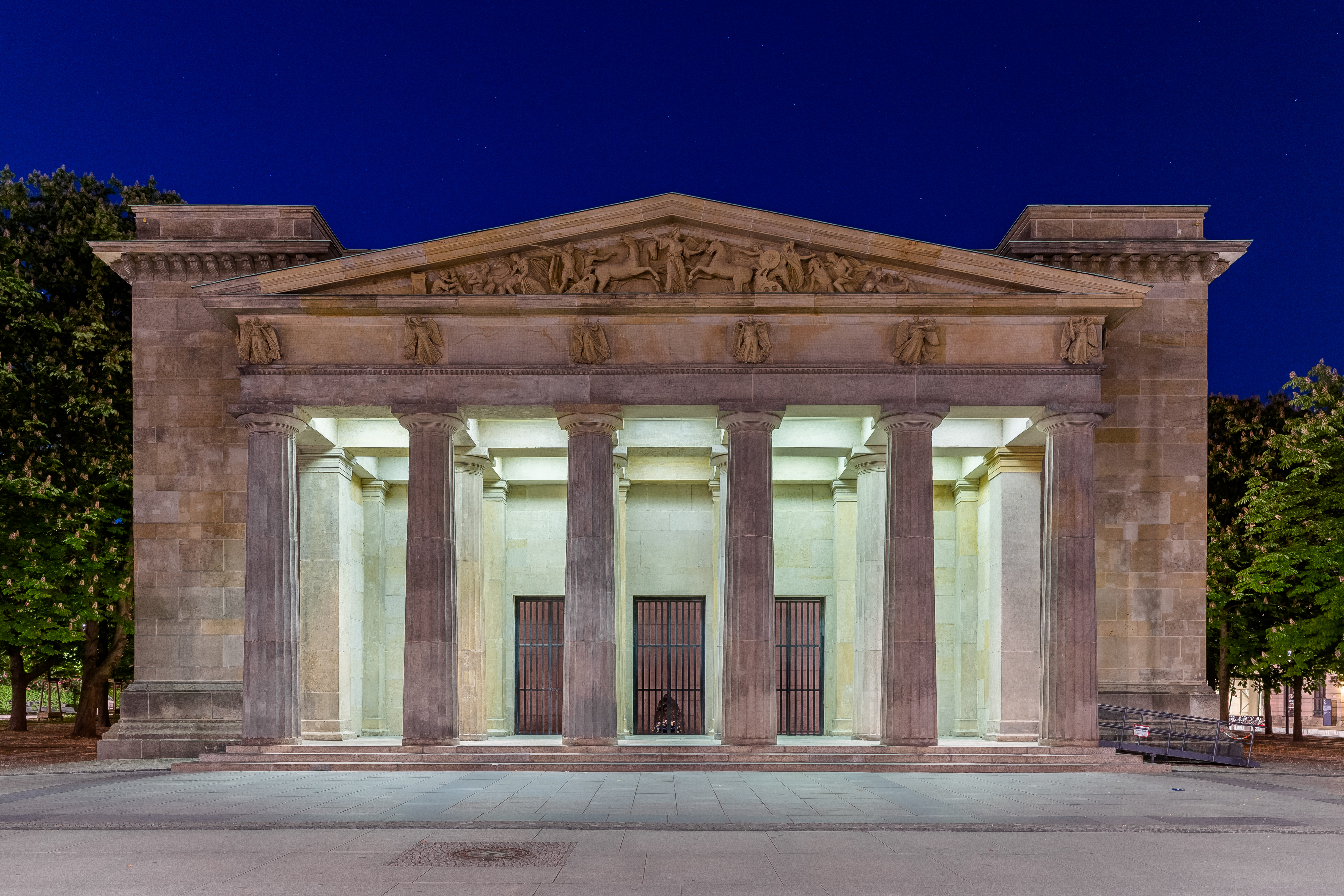
نویه واخه